# Lutosławski Quartet
Lutosławski Quartet – polski kwartet smyczkowy działający od 2007 roku.

## Zespół
Zespół odwołujący się w swojej nazwie do wielkiego kompozytora XX wieku – Witolda Lutosławskiego – powstał w 2007 roku i obecnie jest jednym z wiodących kwartetów smyczkowych w Polsce.
Lutosławski Quartet dość szybko ugruntował swoją wysoką pozycję. W ciągu dziesięciu lat działalności gościł już na takich prestiżowych festiwalach, jak Warszawska Jesień, Wratislavia Cantans, Klarafestival w Brukseli, Ankara Music Festival w Turcji, Hong Kong Arts Festival, Tongyeong International Music Festival w Korei Południowej, World Music Days i Jazztopad. Wystąpił też w wielu renomowanych salach koncertowych, m.in. w Kioi Hall w Tokio, YST Conservatory of Music w Singapurze, Hangzhou Theatre, Forbidden City Concert Hall w Pekinie, Megaron w Atenach, Konzerthausie w Berlinie, Bozar w Brukseli, salach SESC w São Paulo, w Filharmonii Narodowej oraz Studiu im. Witolda Lutosławskiego w Warszawie.
Zespół niejednokrotnie koncertował z wybitnymi artystami, takimi jak Garrick Ohlsson, Piotr Anderszewski, Kevin Kenner, Bruno Canino, Michel Lethiec, Tomoko Akasaka, Eugen Indjic, Ryszard Groblewski, Andrzej Bauer, oraz ze znakomitymi jazzmanami –– byli to m.in. Kenny Wheeler, John Taylor, Uri Caine, Benoît Delbecq, Vijay Iyer, Charles Lloyd. Muzycy kwartetu współpracowali również z paryskim IRCAM-em.
Lutosławski Quartet nagrywał dla wytwórni Naxos, DUX i CD Accord, jego nagrania wydało też NFM. Wykonuje głównie muzykę XX i XXI wieku, wiele uwagi poświęca popularyzacji muzyki polskiej, m.in. Witolda Lutosławskiego, Karola Szymanowskiego, Pawła Mykietyna, a także Marcina Markowicza – jednego z członków zespołu. Ostatnia płyta – 2016 – zawiera utwory specjalnie skomponowane dla kwartetu i jemu dedykowane.
Od 2007 roku Lutosławski Quartet działa jako jeden z zespołów Narodowego Forum Muzyki we Wrocławiu.
NAGRANIA:
1. W. Lutosławski – Opera omnia 01 – muzyka kameralna, CD Accord, 2008
2. Bridge – kwartety: D. Szostakowicza, M. Markowicza, K. Szymanowskiego, CD Accord, 2012
3. Katarzyna Zdybel. Portrait – utwory na fagot i kwartet smyczkowy: J.R. Françaix, G. Jacob, M. Markowicz, CD Accord, 2013
4. Kwartety: W. Lutosławski, P. Mykietyn, DUX, 2014
5. G. Bacewicz – Complete String Quartets vol. 1, Naxos, 2015
6. G. Bacewicz – Complete String Quartets vol. 2, Naxos, 2015
7. Space Kiss – Uri Caine & Lutosławski Quartet, 2016
8. 2016 – String Quartets dedicated to Lutosławski Quartet, M. Markowicz, A. Kwieciński, P. Mykietyn, CD Accord, 2017
9. Light Over Darkness – Erato Alakiozidou – fortepian i Lutosławski Quartet – Alfred Schnittke, Giya Kancheli, Odradek Records 2017
10. W. Lutosławski – Opera omnia 07 – Piosenki dla dzieci, CD Accord, 2017

## Nagrody i wyróżnienia
| Rok  | Kategoria                         | Tytułem                                              | Nagroda        | Nota      | Źródło |
| ---- | --------------------------------- | ---------------------------------------------------- | -------------- | --------- | ------ |
| 2009 | Album roku muzyka kameralna       | Witold Lutoslawski Opera Omnia Muzyka kameralna      | Fryderyki 2009 | Nominacja | [ 1 ]  |
| 2015 | Album roku muzyka kameralna       | Lutosławski, Mykietyn: String Quartets               | Fryderyki 2015 | Nominacja | [ 2 ]  |
| 2016 | Najlepszy album polski za granicą | Grażyna Bacewicz: Complete String Quartets. Volume 1 | Fryderyki 2016 | Nominacja | [ 3 ]  |